# 眞野ナオミ
眞野 ナオミ（まの なおみ）は、日本の実業家。株式会社ラグジュリークの取締役社長。

## 経歴
アメリカ合衆国カリフォルニア州ロサンゼルス出身。
聖心女子大学文学部英語英文科、南カリフォルニア大学（University of Southern California (USC)）Principles in Business Management卒業。

## 著書
- 「おもてなし」という幻想 10年先の日本をつくるインバウンド立国論（幻冬舎）（2018/12/10）ISBN 978-4344920507